# 盛山和夫
盛山 和夫（せいやま かずお、1948年3月13日 - ）は、日本の社会学者、関西学院大学教授、東京大学名誉教授。専門は、数理社会学。博士（社会学）（東京大学、1996年）。

## 人物
統計学を用いての科学的社会学の構築を目指し、SSM調査を用いて日本社会の階層構造を調査している。またジョン・ロールズの『正義論』についても著作がある。
小室直樹の門下生。
鳥取県生まれ。

## 略歴
- 1971年6月　東京大学文学部卒業（社会学専修課程）
- 1978年3月　東京大学大学院社会学研究科社会学専門課程博士課程退学
- 1978年4月　北海道大学文学部助教授
- 1985年4月　東京大学文学部助教授
- 1994年6月　東京大学文学部教授
- 1995年4月　東京大学大学院人文社会系研究科教授
- 2012年　東京大学を定年退職し、東京大学名誉教授。関西学院大学社会学部教授。

## 門下生
- 野口裕二（東京学芸大学元教授）[4]
- 樽本英樹（北海道大学教授）[4]
- 伊藤賢一（群馬大学准教授）[4]
- 金野美奈子（東京女子大学教授）[4]
- 常松淳（日本大学専任講師）[4]
- 飯島祐介（東海大学准教授）[4]
- 赤川学（東京大学教授）[4]
- 米村千代（千葉大学教授）[4]
- 杉野勇（お茶の水女子大学准教授）[4]
- 小林盾（成蹊大学教授）[4]
- 神山英紀（帝京大学准教授）[4]
- 伊藤智樹（富山大学教授）[4]
- 数土直紀（一橋大学教授）[4]

## 著書

### 単著
- 『制度論の構図』（創文社 1995年）
- 『権力』（東京大学出版会 2000年）
- 『社会調査法入門』（有斐閣 2004年）
- 『統計学入門』（放送大学 2004年）のち，ちくま学芸文庫
- 『リベラリズムとは何か――ロールズと正義の論理』（勁草書房 2006年）
- 『年金問題の正しい考え方――福祉国家は持続可能か』（中公新書 2007年）
- 『社会学とは何か-意味世界への探求』（ミネルヴァ書房 2011年）
- 『経済成長は不可能なのか―少子化と財政難を克服する条件』（中公新書 2011年）
- 『社会学の方法的立場 客観性とはなにか』（東京大学出版会 2013年）
- 『社会保障が経済を強くする 少子高齢社会の成長戦略』（光文社新書 2015年）
- 『協力の条件　ゲーム理論とともに考えるジレンマの構図』(有斐閣 2021年)

### 共著
- （近藤博之・岩永雅也）『社会調査法』（放送大学教育振興会 1992年）
- （原純輔）『社会階層――豊かさの中の不平等』（東京大学出版会 1999年）
- （金子勇・藤田弘夫・吉原直樹・今田高俊）『社会学の学び方・活かし方――団塊世代の社会理論探求史』（勁草書房 2011年）
- （橋爪大三郎・宮台真司・志田基与師・今田高俊・山田昌弘・大澤真幸・伊藤真・副島隆彦・渡部恒三・関口慶太・村上篤直）『小室直樹の世界-社会科学の復興をめざして』（ミネルヴァ書房 2013年）

### 編著
- 『日本の階層システム（4）ジェンダー・市場・家族』（東京大学出版会 2000年）

### 共編著
- （直井優）『現代日本の階層構造（1）社会階層の構造と過程』（東京大学出版会 1990年）
- （海野道郎）『秩序問題と社会的ジレンマ』（ハーベスト社 1991年）
- （直井優・間々田孝夫）『日本社会の新潮流』（東京大学出版会 1993年）
- （土場学・野宮大志郎・織田輝哉）『<社会>への知/現代社会学の理論と方法（上）理論知の現在』（勁草書房 2005年）
- （土場学・野宮大志郎・織田輝哉）『<社会>への知/現代社会学の理論と方法（下）経験知の現在』（勁草書房 2005年）
- （土場学）『正義の論理-公共的価値の規範的社会理論』（勁草書房 2006年）
- （上野千鶴子・武川正吾）『公共社会学』全2巻 （東京大学出版会 2012年）
- （浜田宏・武藤正義・瀧川裕貴）『社会を数理で読み解く 不平等とジレンマの構造』（有斐閣 2015年）

### 訳書
- タルコット・パーソンズ『人間の条件パラダイム-行為理論と人間の条件第四部』（勁草書房 2002年）

## 参考
- https://www.l.u-tokyo.ac.jp/schema/annual_report9/nenpo9.3.25shakai.html
- http://bookweb.kinokuniya.co.jp/htm/4284302116.html